# Hans Schellberg
Hans Joachim Schellberg (Duisburgo, Alemania, 2 de octubre de 1947) es un exfutbolista alemán, zurdo, que jugaba de mediocampista (interior izquierdo).

## Trayectoria[1]
Comenzó jugando en 1965 en el club Eintracht Duisburg. Club en el cual estuvo por seis años, desde los doce años de edad.
En 1967 es trasferido al MSV Duisburgo, sub campeón de la Copa de Alemania, tras perder la final 2:4 ante el Bayern de Múnich.
En 1969 juega por el FC Gütersloh y en 1971 por el club TuS Koblenz.
En 1973 llega al 1. FC Saarbrücken, donde fue campeón de la 2nd Bundesliga Süd en 1976. 
Entre los años 1970 y 1973 integró la selección del Norte de Alemania y la del Sudoeste alemán entre los años 1974 y 1076. 
En 1977 llega a Chile  junto a los también alemanes Hans Lamour y Ralf Berger a reforzar al Club Deportes Concepción de la mano del DT Nelson Oyarzún, quien había hecho cursos de entrenador en Alemania.
En 1978 es contratado por el Club Universidad de Chile, en el cuadro «azul» es recordado por anotar un gol de tiro libre desde poco más de 30 metros frente al club Green Cross-Temuco.
Ya retirado del fútbol profesional, actualmente reside en la isla Gran Canaria de España, donde instaló una academia de fútbol para niños, la cual lleva por nombre: "Técnica Fútbol Superior".

## Estadísticas

### Clubes
| Club                 | País     | Año       |
| -------------------- | -------- | --------- |
| Eintracht Duisburg   | Alemania | 1965-1966 |
| MSV Duisburgo        | Alemania | 1967-1968 |
| FC Gütersloh         | Alemania | 1969-1970 |
| TuS Koblenz          | Alemania | 1971-1972 |
| 1 FC Saarbrücken     | Alemania | 1973-1976 |
| Deportes Concepción  | Chile    | 1977      |
| Universidad de Chile | Chile    | 1978      |